# 格鲁利亚斯科
格鲁利亚斯科（義大利語：Grugliasco，義大利語：[ɡruʎˈʎasko]）是意大利都靈廣域市的一个市镇。总面积13平方公里，人口37590人，人口密度2891.5人/平方公里（2009年）。ISTAT代码为001120。

## 友好城市
- 法國 埃希罗勒